# Andrena sordidella
Andrena sordidella là một loài Hymenoptera trong họ Andrenidae. Loài này được Viereck mô tả khoa học năm 1918.